# شکرآباد، نخجوان
شِکَرآباد یا شاکاراپات (به لاتین: Şəkərabad) (به ارمنی: Շաքարապատ) یک منطقهٔ مسکونی در جمهوری آذربایجان است که در شهرستان بابک واقع شده‌است. شکرآباد ۹۸۵ نفر جمعیت دارد.